# Idaea helianthemata
Idaea helianthemata là một loài bướm đêm trong họ Geometridae.